# Йост III фон Розенберг
Йост III/Йобст III фон Розенберг (на чешки: Jošt III z Rožmberka; на немски: Jobst III (II) von Rosenberg; * 30 юни 1488, Чески Крумлов; † 15 октомври 1539, Чески Крумлов) е благородник от род Розенберг в Бохемия.

## Биография
Той е вторият син на Вок II фон Розенберг (1459 – 1505) и съпругата му Маркета з Гутщейна/Маргарета фон Гутенщайн († 1524), дъщеря на главния бохемски кемерер Буриан II фон Гутенщайн († 1489) и Сидония фон Ортенбург. Внук е на Йохан II фон Розенберг († 1472) и принцеса Анна от Силезия-Глогау († 1483). Брат е на великия приор Йохан III († 1532), Петер V († 1545) и Хайнрих VII фон Розенберг († 1526).
Йост III помага на Карл V в борбата срещу турците. Той има тесни политически, икономически и фамилни връзки с бохемския крал Фердинанд.
Йост III фон Розенберг умира от катастрофа.

## Фамилия
Първи брак: през 1529 г. в Чески Крумлов с Вандула фон Щархемберг (* 1498; † 28 януари 1530/1531), дъщеря на Бартоломеус фон Щархемберг († 1531) и Магдалена фон Лозенщайн († 1523). Те имат една дъщеря:
- Анна „Алжбета“ (* 26 януари 1530; † 16 декември 1580), омъжена на 2 март 1546 г. за Йоахим фон Нойхауз (* 14 юли 1526; † 12 декември 1565, удавя се на р. Дунав), главен канцлер на Бохемия

Втори брак: на 17 юли 1531 г. в Аугсбург с Анна фон Рогендорф (* ок. 1500; † 5 септември 1562, Чешки Крумлов), дъщеря на Волфганг фон Рогендорф († 1540, битка при Буда) и първата му съпруга Елизабет фон Лихтенщайн-Щайерег († 1517). Тя е дотогава дворцова дама при кралица Анна Ягелонина. Те имат седем деца:
- Фердинанд Вок (1531 – 1531)
- Елизабет (30 октомври 1533 – 5 февруари 1576), омъжена на 4 февруари 1554 г. за Хайнрих фон Швамберг (25 октомври 1507 – 14 януари 1574)
- Улрих (1534 – 1535)
- Вилхелм фон Розенберг (10 март 1535 – 31 август 1592, Прага), женен I. за Катарина фон Брауншвайг-Каленберг (4 юни 1534?-10 май 1559), II. на 14 декември 1561 г. в Берлин за София фон Бранденбург (14 декември 1541 – 27 юни 1564), III. на 27 януари 1578 г. за Анна Мария фон Баден-Баден (10 януари 1562 – 25 април 1583) и IV. път на 11 януари 1587 г. за Поликсена фон Пернщайн (* 1566, † 24 май 1642); няма деца
- Бохунка (Беатрикс) (17 март 1536 – 14/16 ноември 1557), омъжена 1534 г. за Йоханес III Попел фон Лобковиц (8 ноември 1510 – 12 април 1570, Прага)
- Ева (12 април 1537 – 1591, Мантуа), омъжена I. за Миклос Сцигети-Цринии († 7 септември 1566), II. 1578 г. за Паул Гацолдо
- Петер Вок (1 октомври 1539 – 6 ноември 1611, Витингау), женен за Катарина фон Луданиц († 22 юни 1601)